# Unión Temuco
Il Club Unión Temuco è una società calcistica cilena, con sede a Temuco.
Milita nella Campeonato Nacional de Tercera División del Fútbol Profesional Chileno.

## Storia
Fondato nel 2008, non ha mai vinto trofei nazionali. La squadra scompare nel 2013, dopo la fusione con Deportes Temuco.